# Lilltjärnen, Gästrikland
Lilltjärnen är en sjö i Gävle kommun i Gästrikland och ingår i Hamrångeåns huvudavrinningsområde.